# Christoph Quarch

Christoph Quarch (2011)

Christoph Quarch (* 22. Juni 1964 in Düsseldorf) ist ein deutscher Philosoph, Autor und Publizist.

## Ausbildung
Quarch studierte ab 1985 Evangelische Theologie, Philosophie und Religionswissenschaft an der Kirchlichen Hochschule Bethel und ab 1986 an den Universitäten Heidelberg und Tübingen. Dabei führte er unter anderem editorische Arbeiten für Hans-Georg Gadamer aus und wurde 1996 bei Günter Figal über Platons Philosophie der Lebendigkeit promoviert.

## Tätigkeiten
Von 1996 bis 2000 war Quarch Redakteur bei den Evangelischen Kommentaren in Stuttgart, anschließend bis 2006 Studienleiter des Evangelischen Kirchentages. Bis Ende 2007 arbeitete er als Chefredakteur der Zeitschrift Publik-Forum. 
Von Juni 2011 bis Dezember 2013 war er Herausgeber, Gründer und Redakteur der Zeitschrift „Wir – Menschen im Wandel“. Seither verantwortet er eine gleichlautende Rubrik im Magazin forum nachhaltig wirtschaften. 
Heute ist er als Philosoph, Autor, Redner, Denkbegleiter für Unternehmen und Veranstalter/Reiseleiter von Philosophiereisen (u. a. für ZEIT REISEN) tätig. Ferner unterrichtet Quarch Ethik, Wirtschaftsphilosophie und Philosophie an folgenden Hochschulen: HS Fulda (Fachbereich Sozialwesen), HSBA Hamburg (Wirtschaftsphilosophie), DPU Krems (Philosophie) und Uni Basel (Philosophie). Er veröffentlichte zahlreiche Bücher und Firmenpublikationen in den Bereichen Philosophie, Unternehmensphilosophie, Lebenskunst und Spiritualität. Er begleitet Unternehmen in Führungsfragen, Unternehmenskultur und Begeisterung und vermittelt eine sinnorientierte Führungskunst. Im Jahre 2020 gründete Quarch zusammen mit seiner Frau Christine Teufel die Akademie 3 Stiftung Neue Platonische Akademie gGmbH. Quarch kommentiert wöchentlich als Frühstücks-Quarch in SWRaktuell die aktuellen Ereignisse aus Politik, Gesellschaft und Wirtschaft und tritt regelmäßig als Interviewgast im Radio und Fernsehen auf.

## Philosophische Arbeit
In seinen philosophischen Arbeiten schlägt Quarch eine Aktualisierung der antiken griechischen Philosophie, insbesondere der Philosophie Platons vor. Sein philosophisches Projekt kreist um die Frage des gelingenden, lebendigen Lebens. Er votiert für eine Reformulierung traditioneller Tugendethik und eine Rückbindung der europäischen Kultur an ihre Wurzeln in der griechischen Antike.

## Theologische Arbeit
Als Theologe arbeitet Quarch am Projekt einer Re-Erotisierung des Christentums: Das christliche Zentralkonzept der Agape müsse von seiner moralischen Deutung als Nächstenliebe befreit und als leidenschaftliche und hingebungsvolle Liebe zu Gott und Mensch wiederentdeckt werden. Ebenso plädiert er für eine Rückbindung des Seins in der Welt und damit für eine re-ligio. Im Herbst 2021 ist Quarch aus der evangelischen Kirche ausgetreten.

## Politisches Engagement
Im November 2015 startete Quarch als Reaktion auf die Terroranschläge am 13. November 2015 in Paris und die Zuwanderung von Flüchtlingen nach Europa auf der Plattform weACT eine Online-Petition zur Einführung eines verpflichtenden Europäischen Bürgerdienstes. Davon verspricht er sich die Ausbildung eines europäischen Bürgerbewusstseins und eine Verankerung der europäischen Werte in den Einwohnern der Mitgliedsstaaten der Europäischen Union.

## Bücher

### Als Autor
- Sein und Seele: Platons Ideenphilosophie als Metaphysik der Lebendigkeit. Lit, Münster 1998, ISBN 3-8258-3996-6.
- Hin & weg: Verliebe dich ins Leben. Kamphausen, Bielefeld 2011, ISBN 978-3-89901-416-7.
- dm ZEIT WERT GEBEN. dm, Karlsruhe 2013, ISBN 978-3-00-043042-8.
- Der kleine Alltagsphilosoph. Gräfe und Unzer, München 2014, ISBN 978-3-8338-3560-5.
- mit Sven Nieder, Nomi Baumgartl und Angaangaq: Stella Polaris Ulloriarsuaq: Das leuchtende Gedächtnis der Erde. Eifelbildverlag, Daun 2014, ISBN 978-3-9814113-3-1.
- Das große Ja. Ein philosophischer Wegweiser zum Sinn des Lebens. Goldmann, München 2014, ISBN 978-3-442-22090-8.
- mit Gerald Hüther: Rettet das Spiel. Weil Leben mehr als Funktionieren ist. Hanser, München 2016, ISBN 978-3-446-44701-1 und als Taschenbuch-Ausgabe bei btb München 2018.
- Officina Humana. Das Büro als Lebensraum für Potentialentfaltung. av Edition, Stuttgart 2017, ISBN 978-3-89986-272-0.
- mit Evelin König: Das waren unsere 80er. Bassermann Verlag, 2018, ISBN 978-3-8094-4011-6.
- Nicht denken ist auch keine Lösung. Wie Sie gute Entscheidungen treffen. GU, München 2018, ISBN 978-3-8338-6171-0.
- Platon und die Folgen. J.B. Metzler, Stuttgart 2018, ISBN 978-3-476-04635-2.
- mit Peter Vollbrecht: Aufbrechen: Philosophische Inspirationen für Reisende. legenda Q, 2019, ISBN 978-3-948206-02-4.
- Eros und Harmonie: Eine Philosophie der Glückseligkeit. legenda Q, 2020, ISBN 978-3-948206-05-5.
- Das große Ja. Ein philosophischer Wegweiser zum Sinn des Lebens. legenda Q, 2020, ISBN 978-3-948206-00-0.
- Zu sein, zu leben, das ist genug: Warum wir Hölderlin brauchen. legenda Q, 2020, ISBN 978-3-948206-03-1.
- mit Jan Teunen: Wo die Seele singt: Über Kunst in Unternehmen. Remedium, 2020, ISBN 978-3-00-063551-9.
- Begeistern! Wie Unternehmen über sich hinauswachsen. Schäffer-Poeschel, Stuttgart 2021, ISBN 978-3-7910-5098-0.
- Kann ich? Darf ich? Soll ich? Philosophische Antworten auf alltägliche Fragen. legenda Q, 2021, ISBN 978-3-948206-09-3.
- Der Club der alten Weisen: Mit Sokrates, Seneca, Platon & Co. im Gespräch. FinanzBuch Verlag, München 2023, ISBN 978-3-95972-730-3.
- Ökonomie neu denken: Impulse für eine zukunfsfähige Wirtschaft. legenda Q, 2023, ISBN 978-3-948206-12-3.
- Den Geist Europas wecken: Zehn Vorschläge. Europa Verlag, München 2024, ISBN 978-3-95890-589-4.
- Wacher Geist und fester Schritt: The Donkey School for Leadership. legenda Q, 2024, ISBN 978-3-948206-14-7.

### Als Herausgeber
- Eine neue Politik für die Erde: Die globale Partnerschaft von Wirtschaft und Ökologie. Herder, Freiburg im Breisgau 1999, ISBN 3-451-04746-2.
- mit Christine Teufel: Unser täglich Jammer: Wie man geistreich klagt und seufzt. Kösel, München 2006, ISBN 3-466-36733-6.
- Unsere Welt ist heilig: Auf dem Weg zu einer globalen Spiritualität. Herder, Freiburg im Breisgau 2009, ISBN 978-3-451-32661-5.
- Die Welle ist das Meer: Mystische Spiritualität. Kreuz, Freiburg im Breisgau 2010, ISBN 978-3-7831-3460-5.
- Gestimmt auf Gottes Melodie: Sufi-Weisheit für jeden Tag. Diederichs, München 2010, ISBN 978-3-424-35046-3.
- mit Angaangaq: Der kleine Alltagsschamane. Gräfe & Unzer, München 2015, ISBN 978-3-8338-4804-9.
- mit Angaangaq: Schmelzt das Eis in euren Herzen! Indigene Weisheit für ein kraftvolles Leben im Einklang mit der Natur. Penguin, München 2022, ISBN 978-3-328-10883-2.